# Епіблема кажанів

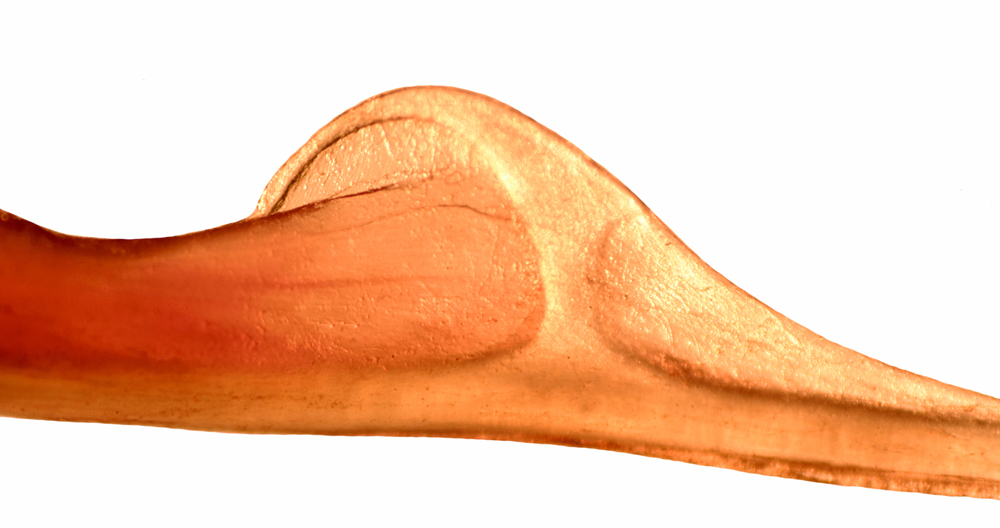
Скелет епіблеми пергача донецького (відпрепаровано)

Епібле́ма (дав.-гр. ἐπίβλημα — «покриття»), або зашпоровий окраєць — морфологічна ознака частини кажанів. Англійською мовою цю структуру позначають як «post-calcarial lobe» (в біології існує також інше поняття «епіблеми» як синонім поняття «Ризодерма»).

## Морфологія
Цей морфологічний утвір пов'язаний зі шпорою. У загальному випадку епіблема виглядає як вільна шкірна складка зовні шпори, проте у частини родів і видів епіблема має розвинений внутрішній скелет у вигляді кристи — хрящової поперечної перегородки, що підтримує форму епіблеми.

## Епіблема та політ
Епіблема є важливою екоморфологічною ознакою. Ступінь її розвитку є найбільшим у кажанів з високо маневровим польотом.

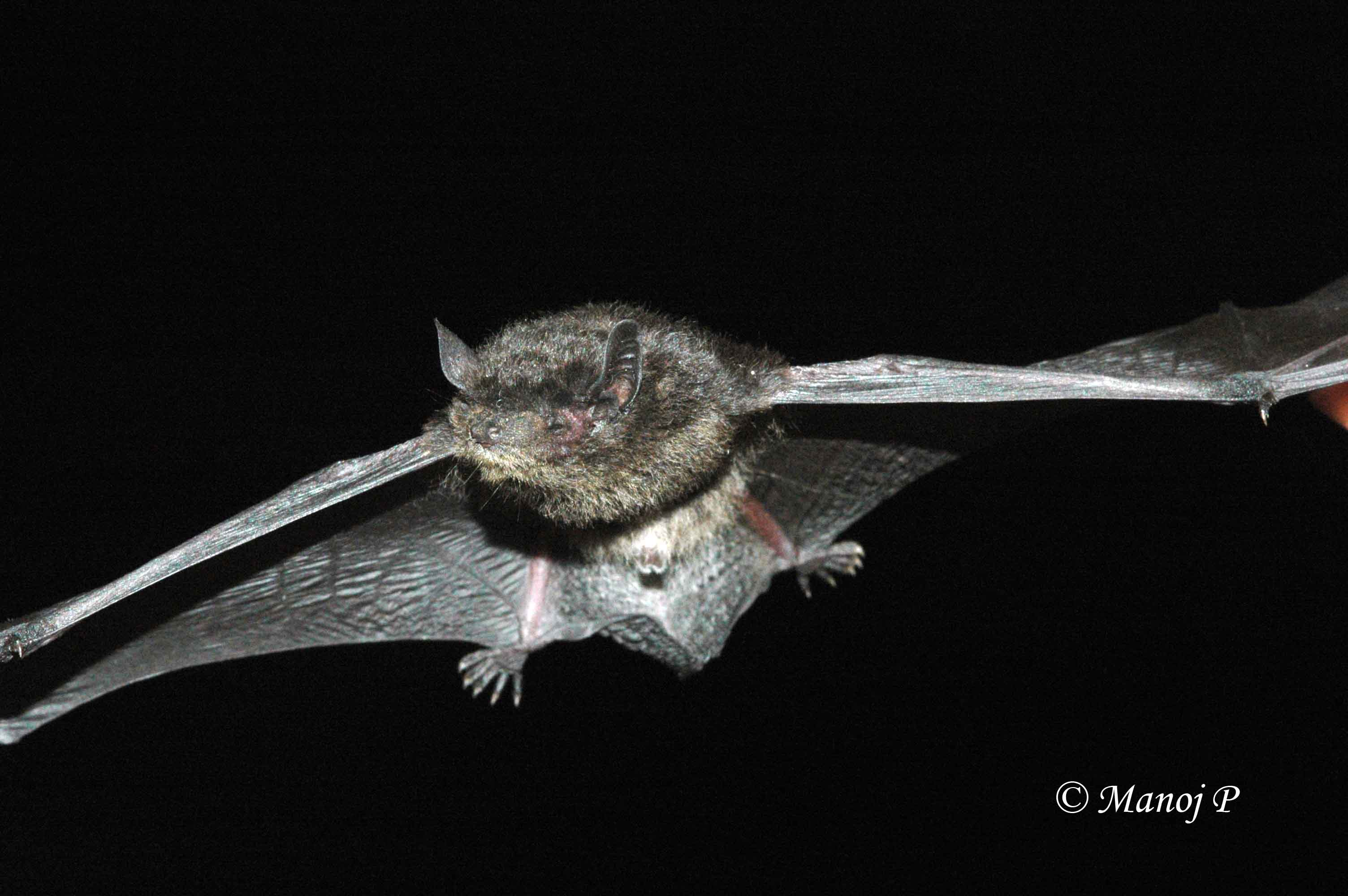
Епіблема — основа маневрового польоту у нетопира Pipistrellus tenuis

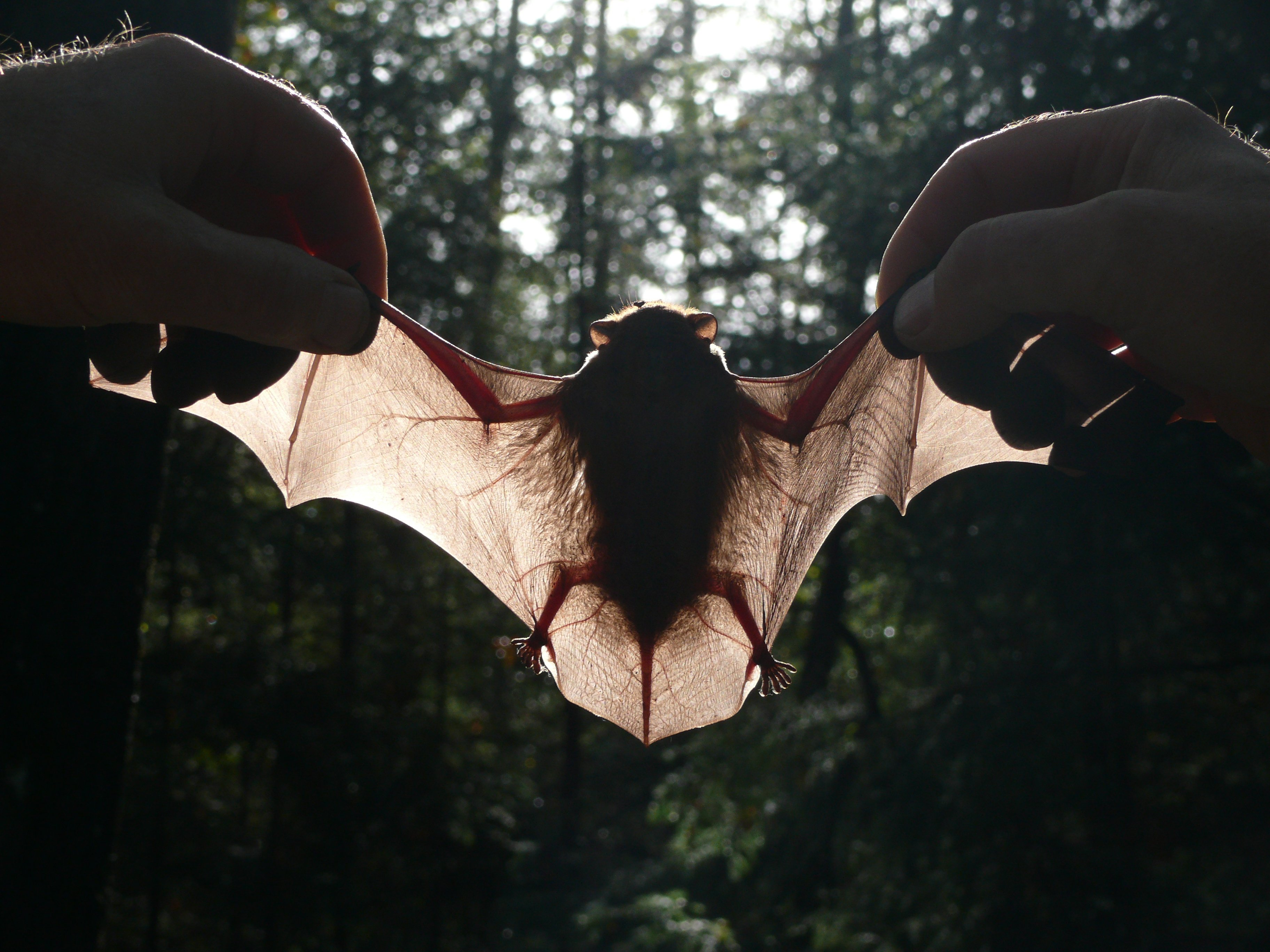
Величезні епіблеми (закрилки зовні шпори) у вечірниці Nyctalus noctula.

Кажани фауни України, у яких епіблема є сильно розвиненою:
- види роду вечірниця (Nyctalus)
- види роду вечірниця (Nyctalus)
- види роду лилик (Vespertilio)
- пергач донецький (Eptesicus lobatus)